# ヤンバルクイナが飛んだ
「ヤンバルクイナが飛んだ」（ヤンバルクイナがとんだ）は、フジテレビ系『クイズ!ヘキサゴンII』発のユニット・サーターアンダギーのデビューシングル。2010年2月10日にポニーキャニオンから発売された。

## 解説
- 山田親太朗・森公平（新選組リアン）・松岡卓弥の3人組ユニット・サーターアンダギーのデビューシングルで、『クイズ!ヘキサゴンII』発の14枚目のシングルである[1]。同番組発シングルの主流となっていた両A面のスプリット盤ではなく、カップリング曲も収録されるなど、他のシングルとは趣が異なっている。
- 作詞・プロデュースを担当した島田紳助は、プロデュースにこれまで使用していた「カシアス島田」とは別の「広小路亨」という名義を使用した（作詞は「カシアス島田」名義である）。
- タイトルの「ヤンバルクイナ」、歌詞の中の方言、三線の演奏など、山田の出身地である沖縄のテイストを取り入れた楽曲。タイトルを聞かされた当初は、山田は「ふざけた歌なのかな?ヤンバルクイナは飛ばないよ[2]」、森は「最初、お笑い系の曲かと思っていた[3]」という印象だったと語っている。
- レコチョクのデイリー着うたフルランキングで、2日続けて1位を記録[4][5]。「オリコン5位以内に入らなければペナルティを科す」と紳助が示唆し[6]、結果的に最高順位は6位となったが、ペナルティは科されなかった。
- 作曲を担当した松井亮太のグループ･ワカバが、自身の7枚目のアルバム『今、春が来た』（2010年3月10日発売）で「ワカバージョン」としてセルフカバーバージョンを発表。サーターアンダギーのものと歌詞および楽曲の構成は一緒だが、編曲（担当は吉田明広）はかなり異なっている。ほかに新選組リアンよるバージョンがアルバム『上京物語』（2010年9月1日発売）に収録されており、1年の間に3組のグループによってCD化された。
- 曲の最後に山田による「サーターアンダギー」と呟くようなセリフが入っている。ワカバや新選組リアンのバージョンには、この「サーターアンダギー」の部分はない。

## 収録曲

### CD
1. ヤンバルクイナが飛んだ
作詞：カシアス島田、作曲：松井亮太（ワカバ）、編曲：斎藤文護・岩室晶子
2. 僕らは遠い昔、海からやって来たんだ。
作詞：カシアス島田、作曲：松井亮太（ワカバ）、編曲：斎藤文護・岩室晶子
3. ヤンバルクイナが飛んだ （カラオケ）
4. 僕らは遠い昔、海からやって来たんだ。（カラオケ）

### DVD
1. 「ヤンバルクイナが飛んだ」ミュージックビデオ
2. 「ヤンバルクイナが飛んだ」 振り付け映像（マルチアングル）
3. スペシャルアニメ「サーターアンダギー星のすてきな仲間たち」

## 初回特典
- トレーディングカード1種（全12種類、中には新選組リアンが写っているものがある）
- 全国イベント握手会参加券